# Utricularia speciosa
Utricularia speciosa — вид рослин із родини пухирникових (Lentibulariaceae).

## Біоморфологічна характеристика
U. speciosa має великі багатожилкові листки, які можуть досягати понад 10 см в довжину. Ці листки бронзові при хорошому освітленні і зелені в тіні. Квітки пурпурні з темно-жовтими підвищеннями в центрі. Шпора віночка широка і коротша за нижню губу віночка. Квіти розташовуються на довгих стеблах до 40 см заввишки. 

## Середовище проживання
Вид ендемічний у чотирьох ділянках на східному узбережжі Австралії.
Вид пристосований рости в глибоководних місцях проживання. Вид росте серед осоки у воді на глибину до 50 см.